# Aljaksandr Hryhorjeu
Aljaksandr Hryhorjeu (belarussisch Аляксандр Грыгор’еў, engl. Transkription Alyaksandr Hryhoryeu, russisch Александр Николаевич Григорьев – Alexander Nikolajewitsch Grigorjew – Aleksandr Grigoryev; * 7. Oktober 1955 in Leningrad) ist ein ehemaliger belarussischer Hochspringer, der für die Sowjetunion startete.
1975 wurde er Vierter bei den Halleneuropameisterschaften in Katowice und siegte beim Europacup in Nizza.
1977 wurde er Dritter beim Europacup in Helsinki und gewann Bronze bei der Universiade. Im Jahr darauf folgte einem vierten Platz bei den Halleneuropameisterschaften in Mailand eine Silbermedaille bei den Europameisterschaften in Prag. 1979 wurde er jeweils Dritter beim Europacup in Turin und beim Weltcup in Montreal.
Bei den Olympischen Spielen 1980 in Moskau kam er auf den achten Platz.
Fünfmal wurde er Sowjetischer Meister (1975, 1977–1979, 1981) und zweimal Sowjetischer Hallenmeister (1977, 1978).

## Persönliche Bestleistungen
- Hochsprung: 2,30 m, 5. Juni 1977, Riga
  - Halle: 2,28 m, 20. Februar 1977, Minsk